# Liacarus pseudocontiguus
Liacarus pseudocontiguus är en kvalsterart som beskrevs av K. Fujikawa 1991. Liacarus pseudocontiguus ingår i släktet Liacarus och familjen Liacaridae. Inga underarter finns listade i Catalogue of Life.